# Triple T
Triple T (en hangul, 트리플 T) es un proyecto musical formado por los sellos discográficos S.M. Entertainment y JYP Entertainment. Su debut fue en agosto de 2016 con el sencillo «Born to be Wild».

## Historia
El 11 de agosto de 2016, S.M. Entertainment dijo: «Jo Kwon, Min y Hyoyeon están trabajando es una nueva canción juntos. La canción será publicada a través de SM Station». También fue anunciado que Park Jin Young apoyaría la colaboración.
Ellos hicieron su debut el 26 de agosto de 2016 con el sencillo digital «Born to be Wild», con la participación de Park Jin Young, realizaron su debut en el escenario de M! Countdown de Mnet, interpretando el sencillo.

## Discografía
| Título                        | Año  | Mejor posición | Mejor posición | Álbum                 |
| Título                        | Año  | COR Gaon       | US World       | Álbum                 |
| ----------------------------- | ---- | -------------- | -------------- | --------------------- |
| «Born to be Wild» (feat. JYP) | 2016 | 164            | 11             | S.M. Station Season 1 |